# Julius Hartwig (Gärtner)

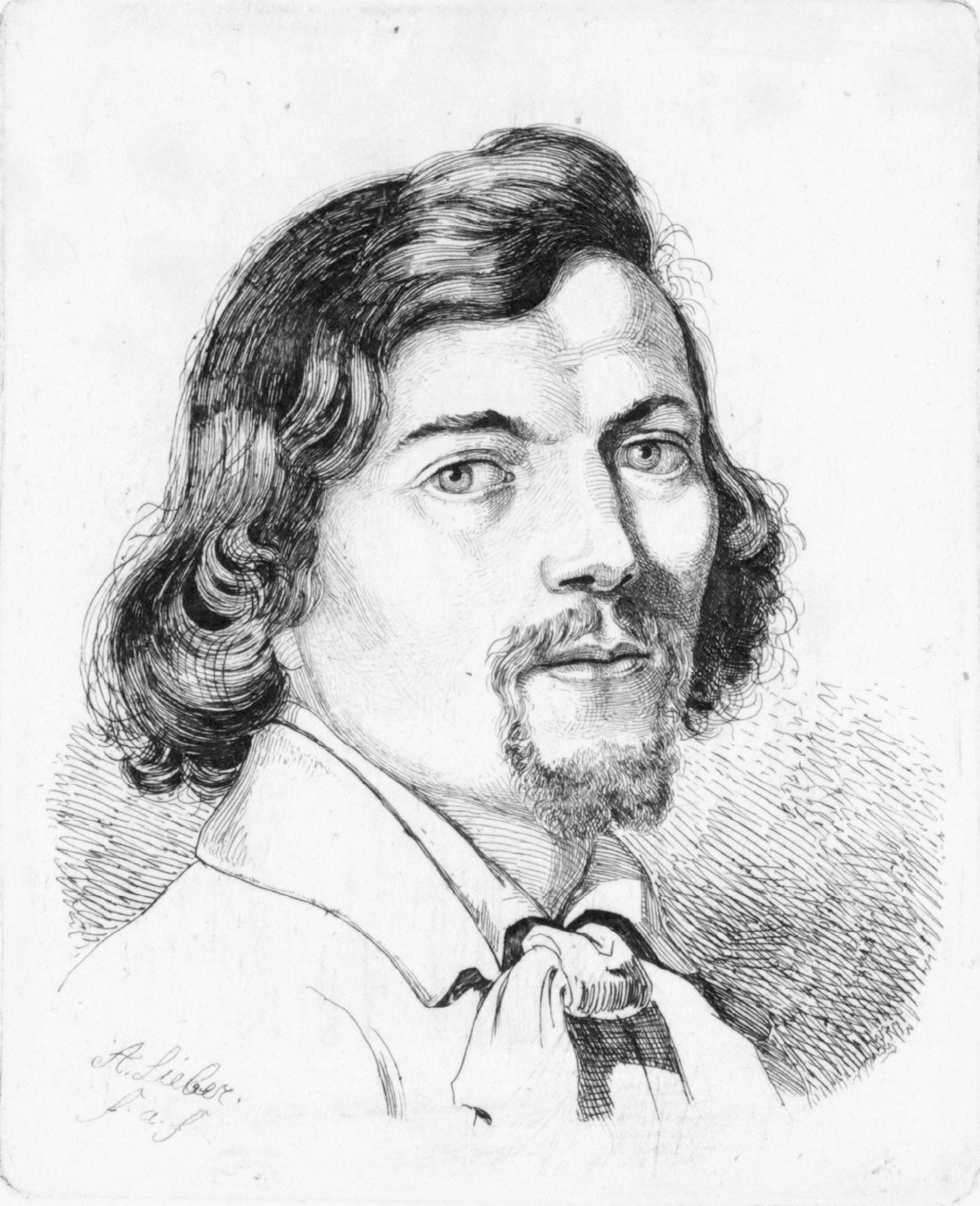
Julius Hartwig porträtiert von August Lieber (vor 1850)

August Karl Julius Hartwig (* 20. März 1823 in Helpt; † 15. Oktober 1913 in Weimar) war ein deutscher Gärtner, Landschaftsarchitekt und Autor. Sein botanisches Autorenkürzel lautet  Hartwig.

## Leben
Julius Hartwig wurde als Sohn des evangelischen Theologen und Pastors Johann Carl Friedrich Hartwig (1778–1852) und dessen Frau Henriette Wilhelmine, geb. Masch (1785–1852), einer Enkelin des Superintendenten Andreas Gottlieb Masch, in Mecklenburg-Strelitz geboren. Ab 1833 besuchte er das Gymnasium in Neuruppin, ab 1837 das in Friedland (Mecklenburg) bis zum Abitur.
Von 1843 bis 1847 lernte er an der Königlichen Gärtnerlehranstalt in Potsdam; nach Beendigung des vierjährigen Kursus erhielt er das Zeugnis Besonders gut. Nach seiner Lehrzeit wurde er unter Gustav Meyer bei den Anlagen der Friedenskirche in Potsdam beschäftigt. Anschließend erhielt er durch Vermittlung von Peter Joseph Lenné eine Gehilfenstelle am Schloss Belvedere (Weimar), wohin er am 29. April 1847 übersiedelte.
Julius Hartwig blieb lebenslang im großherzoglichen Dienst von Sachsen-Weimar-Eisenach. An der Umgestaltung des Parkes zu Belvedere hatte er durch Aufnahmen und Zeichnungen einen bedeutenden Anteil. Durch seine Zusammenarbeit mit dem damaligen Hofgärtner Eduard Petzold in Weimar berief ihn dieser 1849 an das Schloss Tiefurt, dessen Park einer Neugestaltung unterzogen wurde. Hartwig lieferte einen Entwurf für den Promenadenweg von Weimar nach Tiefurt, Oberweimar, Ehringsdorf und Belvedere. Außerdem hatte er 1848 einen Entwurf für Änderungen vom Park Belvedere gefertigt, der sich unter der Signatur Kt 100 Weimar 133 E Ms in der Herzogin-Anna-Amalia-Bibliothek befindet. 1850 wurde er nach Schloss und Park Ettersburg versetzt, der damaligen Sommerresidenz des Erbgroßherzogs Karl Alexander, um an der Neuanlage des Schlossparks mitzuwirken.

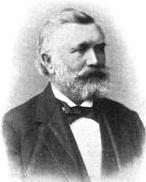
Julius Hartwig, Altersbild (vor 1903)

Hartwigs Arbeit sagte dem Großherzog so zu, dass er ihn nach dem Wechsel Petzolds nach Muskau 1852 in seinem Dienst behielt; am 1. Oktober 1852 wurde er Gartenkondukteur für den Schlosspark in Ettersburg. Er verwaltete diese Stellung bis zum 1. Januar 1858, als er die Verwaltung der Hofgärtnerei und des Parkes in Weimar übernahm und zum Hofgärtner befördert wurde. Mit dieser Stellung war die Oberaufsicht über den Park und die Schlossgärtnerei in Tiefurt verbunden, später kam noch die Schlossgärtnerei und der Park in Ettersburg dazu. Sein besonderes Projekt war die Aufgabe, den Park an der Ilm in Weimar teils umzugestalten, teils zu erneuern. 1896 wurde ihm die Direktion an der großherzoglichen Landesbaumschule Marienhöhe  bei Weimar vom Staatsministerium übertragen. Diese behielt er auch nach seiner Pensionierung als Hofgärtner im Jahr 1900 bei. Sein Nachfolger in Weimar wurde Julius Sckell.
Seit seiner Zeit in Ettersburg hatte er sich mit deutscher, französischer und englischer Gartenliteratur befasst. Nach seiner Übersiedlung nach Weimar gab er in Zusammenarbeit mit der Verlagsbuchhandlung Bernhard Friedrich Voigt in Weimar teils ältere Werke zeitgemäß umgearbeit heraus sowie eine ganze Reihe eigener Werke.

## Auszeichnungen
- Hausorden vom Weißen Falken, Ritterkreuz 2. Klasse (1900)
- Jubiläumsmedaille zur goldenen Hochzeit 1892

## Schriften
- Praktisches Handbuch der Obstbaumzucht. 4. Auflage. 1892.
- Der Küchengarten. 2. Auflage. 1880.
- Die Gemüsetreiberei. 2. Auflage. 1886.
- Der illustrierte Hausgarten. 10. Auflage. 1883.
- Glashäuser aller Art mit Atlas. 4. Auflage. 1876.
- Die Kunst der Pflanzenvermehrung. 6. Auflage. 1886.
- Die Obstbaukultur in Töpfen und Kübeln nach Rivers. 3. Auflage. 1886.
- Der Parkgarten. 2. Auflage. 1882.
- Melonen und Gurken und Champignonkultur. 6. Auflage. 1896.
- Illustriertes Gehölzbuch. Im Verlag von Paul Parey. 2. Auflage. 1892.
- Die Gehölzzucht. 2. Auflage. 1893.
- Vothmanns Gartenbau-Katechismus. 1878.
- Broschüre: Der Hausgarten auf dem Lande, wurde vom Verein zur Beförderung des Gartenbaues in den preußischen Staaten mit der silbernen Medaille ausgezeichnet.
- Von Henriette Davidis Küchen- und Blumengarten für Hausfrauen bearbeitete er die 14.–17. Auflage.

Digitalisat der 15. Auflage 1886